# Liétor
Liétor es un municipio español situado al sureste de la península ibérica, en la provincia de Albacete, dentro de la comunidad autónoma de Castilla-La Mancha. Se encuentra a 61 km de la capital provincial, en el valle del río Mundo. En 2020 contaba con 1150 habitantes, según los datos oficiales del INE.
Comprende las pedanías de Cañada de Tobarra, Casablanca, El Jinete, Híjar, El Mullidar, Talave, La Alcadima y Las Casas de la Rambla.
Especialmente reseñable es la ruta de Amanece, que no es poco, película de José Luis Cuerda, rodada parte de ella en Liétor, donde se pueden visitar los lugares y escenarios en los que se filmaron varias escenas.

## Historia
Ya en época prerromana se encuentran en el valle del río Mundo asentamientos de escasa población e importancia económica, si bien es cierto que el núcleo urbano sobre el que se desarrolla la población durante la Edad Media no existía.
Liétor surge durante el dominio islámico de al-Ándalus. No se conoce la fecha exacta de su fundación, pero se estima que puede estar comprendida en el siglo X. Los hallazgos de la cueva de Los Infiernos atestiguan la importancia de Liétor como población fronteriza, ya avanzada la Reconquista cristiana. Fue precisamente en el siglo X cuando aparecieron las primeras culturas cristianas en Liétor. 
Tras la Reconquista, acaecida a comienzos del siglo XIII, el monarca Fernando III donó el pueblo a la Orden de Santiago, dependencia administrativa que perduraría hasta mediados del siglo XIX. La vocación fronteriza de Liétor se mantuvo durante muchos años, pues aún a finales del siglo XIII, allá por los años 1272 y 1275, Liétor era frontera con los territorios de Alcaraz. Esta situación fronteriza, tanto entre musulmanes y cristianos como entre el Alfoz de Alcaraz y la encomienda santiaguista de Socovos –a la que pertenecía Liétor-, hacía muy difícil la vida en esta población. Esto queda reflejado en una carta que en 1480 dirigió Alonso de Cárdenas, a la sazón maestre de la Orden, al concejo del lugar y en la que se puede leer que por estar junto a la frontera de los moros vevis todos los de dicha villa en grandes fatigas e mengua de mantenimientos.
La historia se ha encargado de dejar un buen legado en esta población, haciendo saber así la relativa importancia que Liétor ostentó durante buena parte de su existencia. El ajuar encontrado en una cueva del lugar conocido como Los Infiernos, fechado entre los siglos X y XI, nos habla de un periodo de ocupación musulmana en el que la población formaba parte de la frontera con los reinos cristianos. El caballero árabe, al que pertenecieran los objetos que lo componen, debía pasar buenas temporadas guerreando y defendiendo los territorios de al-Ándalus o intentando anexionar otros nuevos.
También su población sufría las consecuencias en cuanto a número de habitantes, ya que si en 1468 había 250 vecinos, en 1498 quedaban tan solo 160. Aparecen aquí, a partir del último tercio del siglo XV, los caballeros de cuantía, a cuyo linaje se deben las hermosas casas que aún se pueden ver en las calles del pueblo. Era su ocupación la de guerrear y controlar las fronteras con los vecinos reinos musulmanes, y por ello quedaban exentos de buena parte de los pagos e impuestos que de otra manera deberían haber aportado a las arcas de la encomienda.

## Geografía
En la pedanía de Talave, se encuentra el Embalse de Talave.

## Geografía humana

### Población por núcleos
Desglose de población según el Padrón Continuo por Unidad Poblacional del INE.
| Núcleos           | Habitantes (2015) | Varones | Mujeres |
| ----------------- | ----------------- | ------- | ------- |
| Cañada de Tobarra | 0                 | 0       | 0       |
| Casablanca        | 43                | 23      | 20      |
| El Jinete         | 3                 | 1       | 2       |
| Híjar             | 6                 | 3       | 3       |
| Liétor            | 1250              | 646     | 604     |
| Mullidar          | 16                | 10      | 6       |
| Talave            | 3                 | 3       | 0       |

### Demografía
Cuenta con una población de 1063 habitantes (INE 2024).
| Gráfica de evolución demográfica de Liétor entre 1842 y 2021                                                          |
| |
| Población de derecho según los censos de población del INE. Población de hecho según los censos de población del INE. |

## Patrimonio
Aparte de su arriscado y hermoso emplazamiento natural, destacan tres monumentos, todos ellos declarados Bienes de Interés Cultural en la categoría de monumentos.

### Iglesia parroquial de Santiago Apóstol

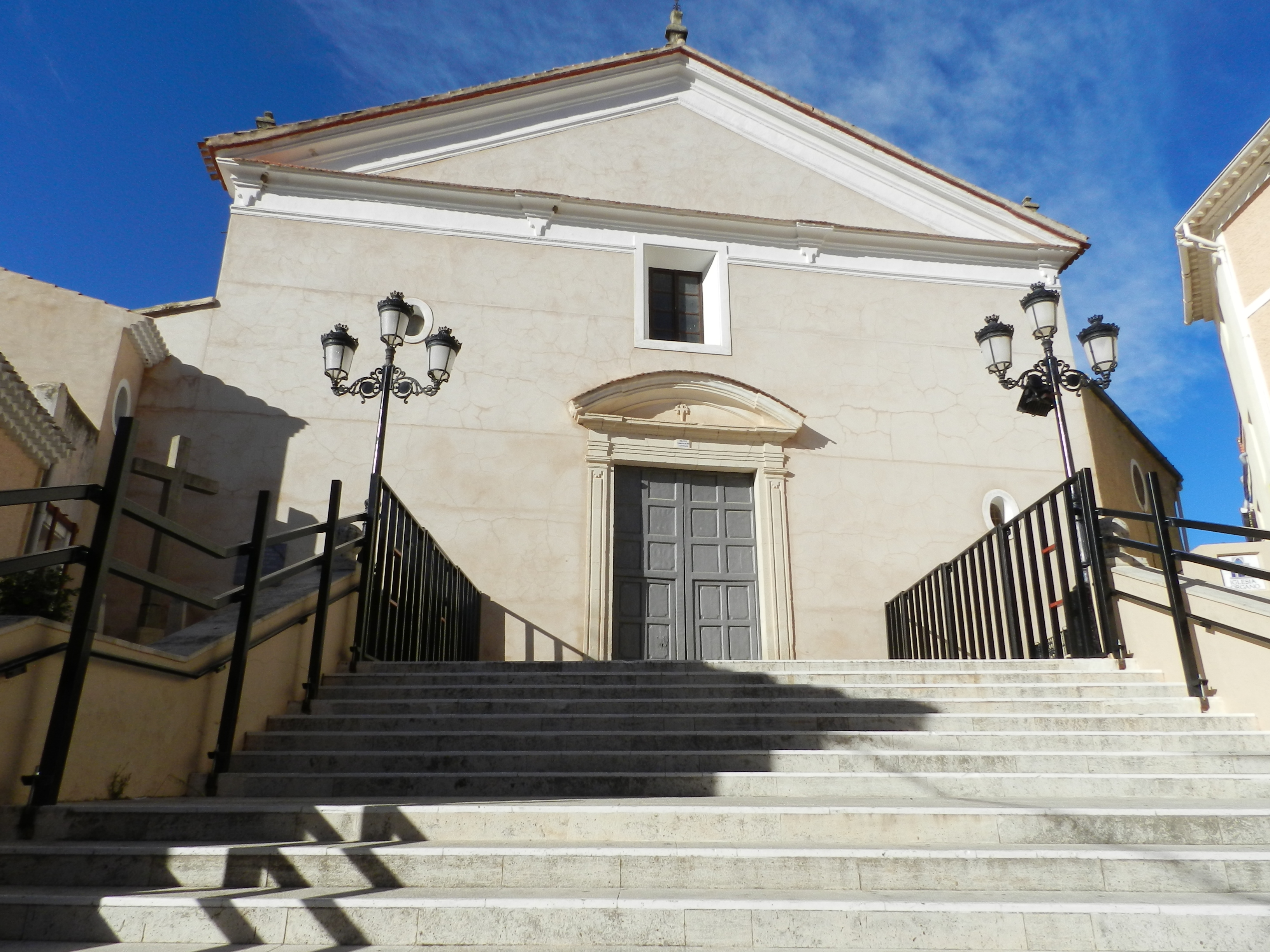
Vista del exterior de la iglesia de Santiago.

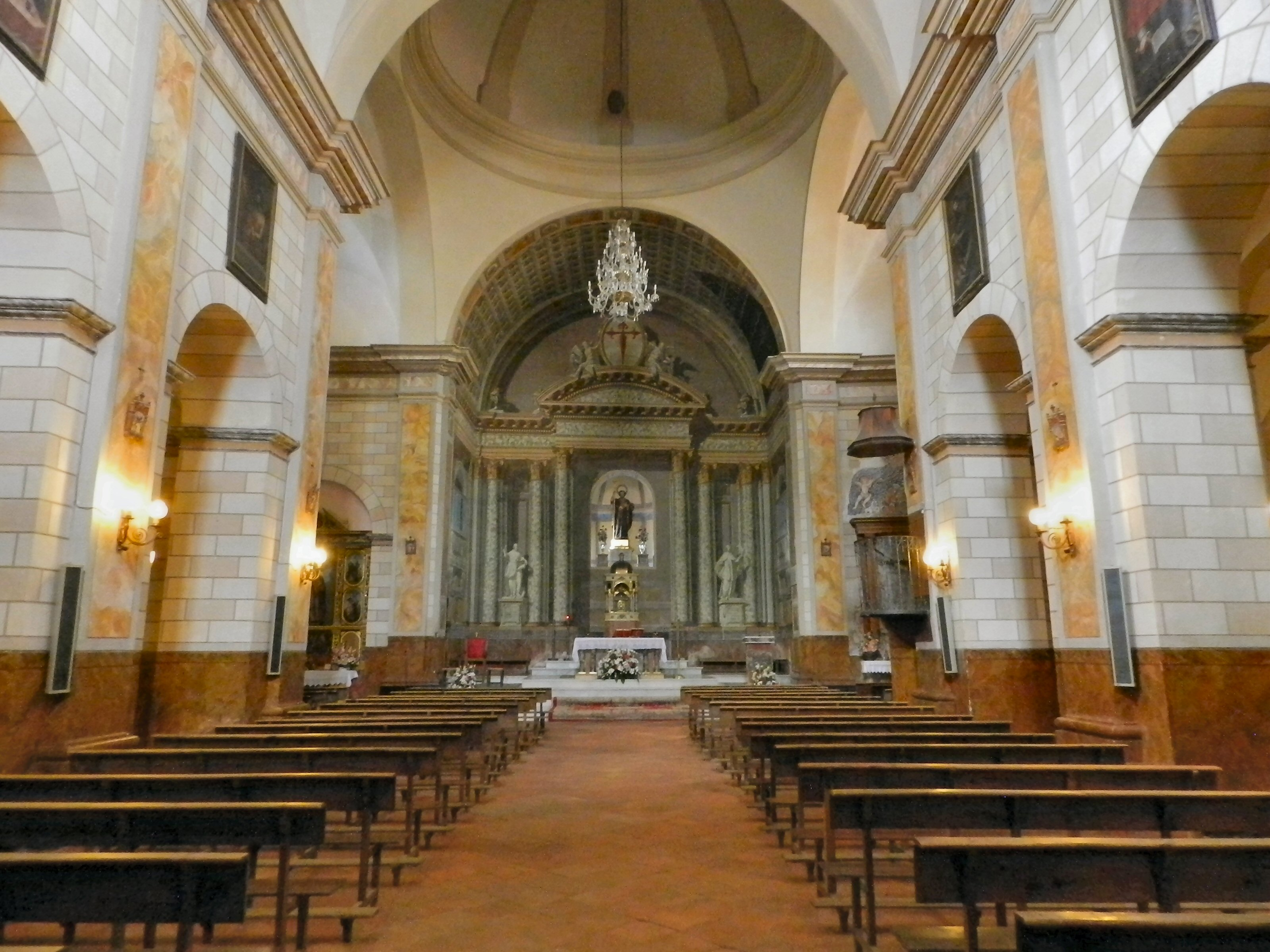
Interior del templo.

La iglesia parroquial de Santiago Apóstol fue declarada Bien de Interés Cultural el 22 de diciembre de 1992. Identificador del bien otorgado por el Ministerio de Cultura de España: RI-51-0007365.
Situado en la Plaza Mayor, el templo fue levantado sobre el solar de otro edificio probablemente medieval y del que solamente se conserva la torre. La mencionada torre debe de ser una construcción de finales del siglo XV o principios del XVI, de sólida construcción de sillería, planta cuadrada y gárgolas en las esquinas.
En el templo se encuentra la capilla del Espino, fundada en 1669 por don Juan de Vandelvira y su mujer doña Mariana de Tovarra, y consta de un amplio espacio cubierto con cúpula y un gran retablo en el fondo del año 1720.
La fecha general de construcción del templo es de la segunda mitad del siglo XVIII, consta de planta de cruz latina, tres naves, capillas adosadas y cabecera plana. Este plano se proyecta tras el crecimiento de la villa y la necesidad de ampliar la parroquia, que había quedado pequeña para tanta población.
Entre las obras artísticas que conserva el templo destaca el retablo mayor de perspectiva simulada de la capilla mayor, el cual es una obra del italiano Paolo Sistori. Posee un magnífico órgano barroco, con caja de madera en su color de estilo rococó, realizado en 1787 por el maestro Joseph Lopis. Además hay una importante imaginería: obras de Francisco Salzillo (Dolorosa y Esperanza), Roque López (Nuestra Señora de la Soledad), Baglieto (San José) o José Sánchez Lozano (Nuestro Padre Jesús).

### Convento e iglesia de los Carmelitas Descalzos

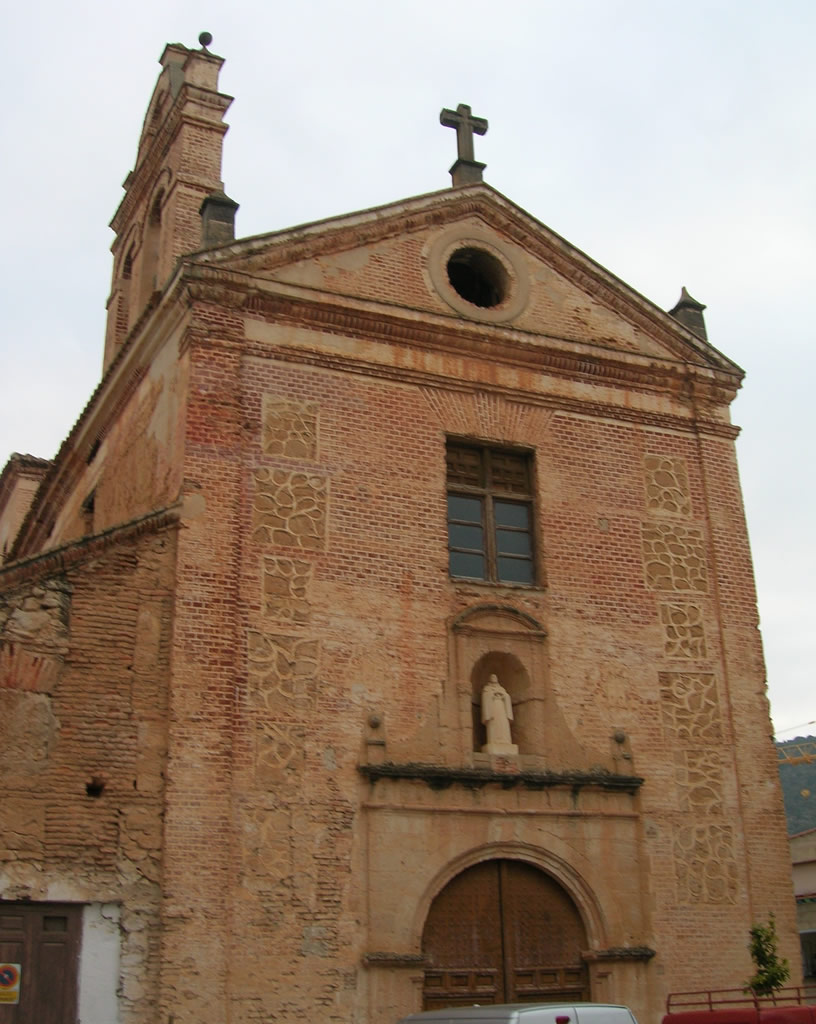
Convento de los Carmelitas Descalzos.

El convento (y la iglesia) de los Carmelitas Descalzos fue declarado bien de interés cultural el 18 de septiembre de 1981. Identificador del bien otorgado por el Ministerio de Cultura de España: RI-51-0004517.
El antiguo convento de los Carmelitas Descalzos fue fundado en honor a San Juan de la Cruz en el año 1679, bajo el reinado de Carlos II el hechizado. La obra del edificio fue diseñada por algún fraile de la Orden y construido enteramente en ladrillo. En 1835, durante la desamortización de Mendizábal, los frailes fueron exclaustrados y desde entonces no habitan allí. En la actualidad el edificio se utiliza para acoger diferentes actos culturales. 
La iglesia del convento posee planta de cruz latina coronada por cúpula. La fachada fue construida en el año 1700 según consta en una inscripción. Su factura es de gran sencillez, destacando la portada de piedra rematada en frontón triangular. La espadaña barroca y su cuerpo de campanas mira a la clausura en vez de a la calle. En el interior del templo se encuentra una escultura de la Virgen del Carmen atribuida al imaginero Francisco Salzillo. El retablo mayor fue trasladado a Murcia en el siglo XIX, donde fue destruido durante la Guerra Civil. 
El claustro fue construido en 1696 y presenta decoración pintada que imita el ladrillo, y en la cripta se conservan los restos de algunas momias.

### Ermita de Nuestra Señora de Belén

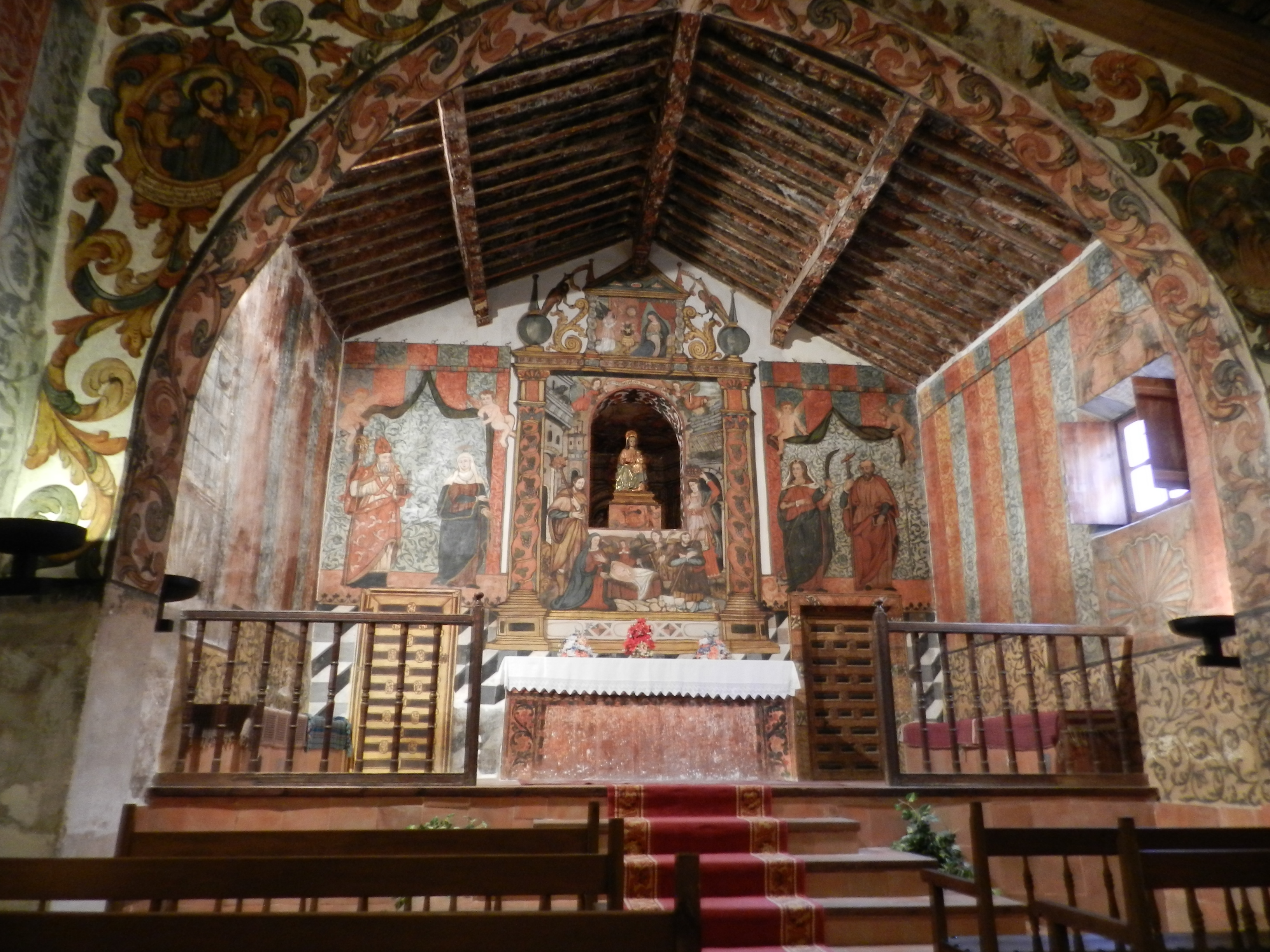
Retablo de la Ermita de Nuestra Señora de Belén.

La ermita de Nuestra Señora de Belén fue declarada bien de interés cultural el 5 de marzo de 1976. Identificador del bien otorgado por el Ministerio de Cultura de España: RI-51-0004219.
La ermita de Nuestra Señora de Belén tiene planta rectangular muy simple, con arcos de diafragma y cubierta de madera, pero su interés, sobre todo, reside en el gran ciclo pictórico que adorna todos sus rincones con unas muy peculiares pinturas populares, realizadas entre 1734 y 1735.
Todo está pintado, retablos, cortinas, arquitecturas ilusorias, en una línea ingenua y colorista dentro de la mejor estética popular. Estilísticamente estos murales están llenos de encantadores arcaísmos e imperfecciones, pero es quizá eso lo que le confiere un notable interés. Aquí desfilan santos, santas, escenas, decoración, hasta la alegoría de la muerte, acompañados en ocasiones de sentencias y versos ejemplificadores.
Una gran variedad iconográfica ofrece todo el conjunto, de entre todo ello destacamos el camarín donde ingenuamente se supone que existe una cúpula sostenida por los cuatro evangelistas y rematada por el Espíritu Santo.
El frente repite una gran variedad de columnas salomónicas acabadas en altura por una supuesta balaustrada, donde se sientan unos ángeles instrumentistas. Los tres paños del espacio lo ocupan, entre las citadas columnas, una Visitación, La Sagrada Familia y la Inmaculada. Especialmente hermosa por su simplicidad es la primera de las escenas.
Otros muchos retablos pintados llenan el espacio interno de la ermita, de los que destacamos el de San Antonio y el de Santa Bárbara.

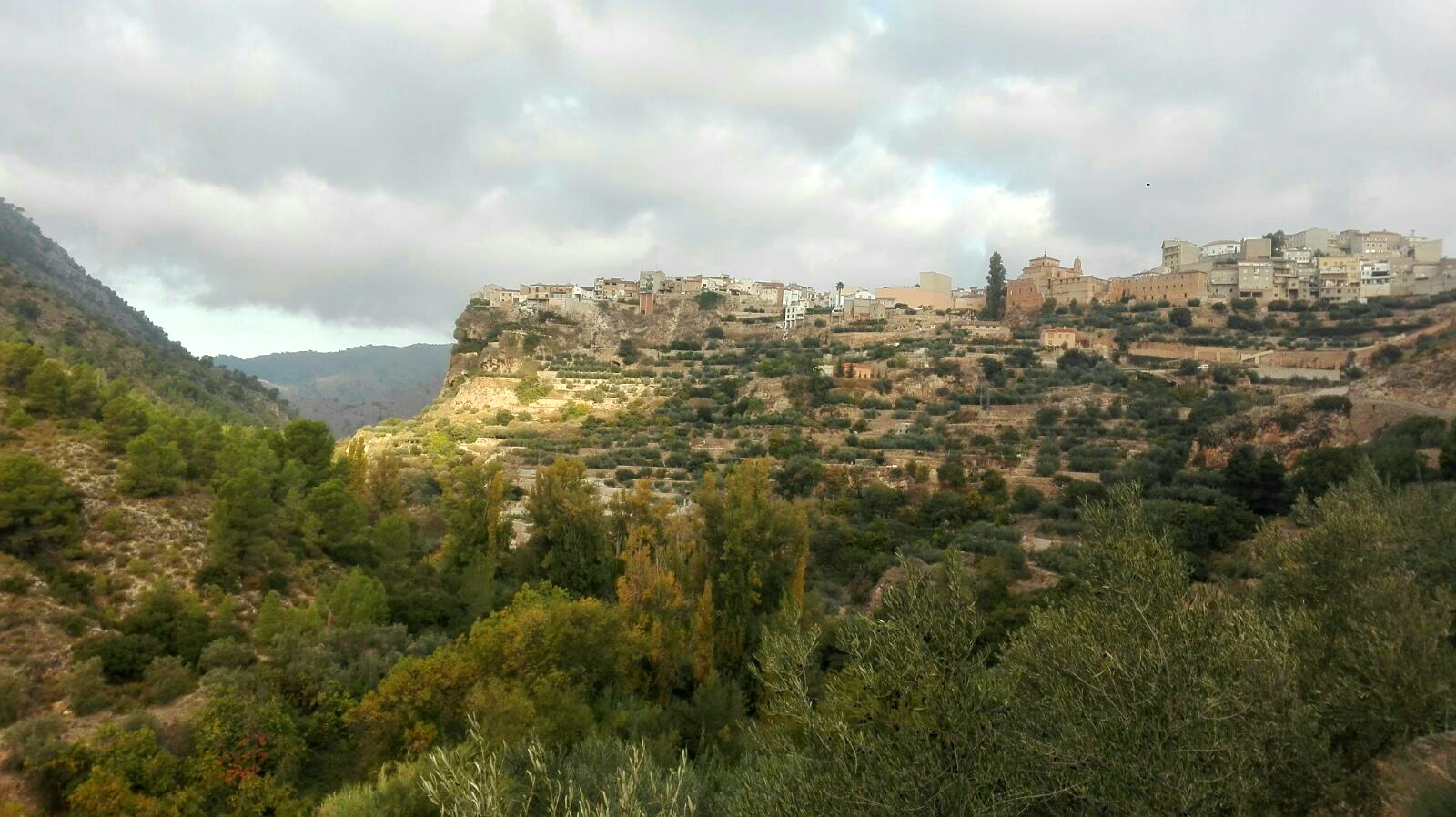
Vistas desde del río Mundo
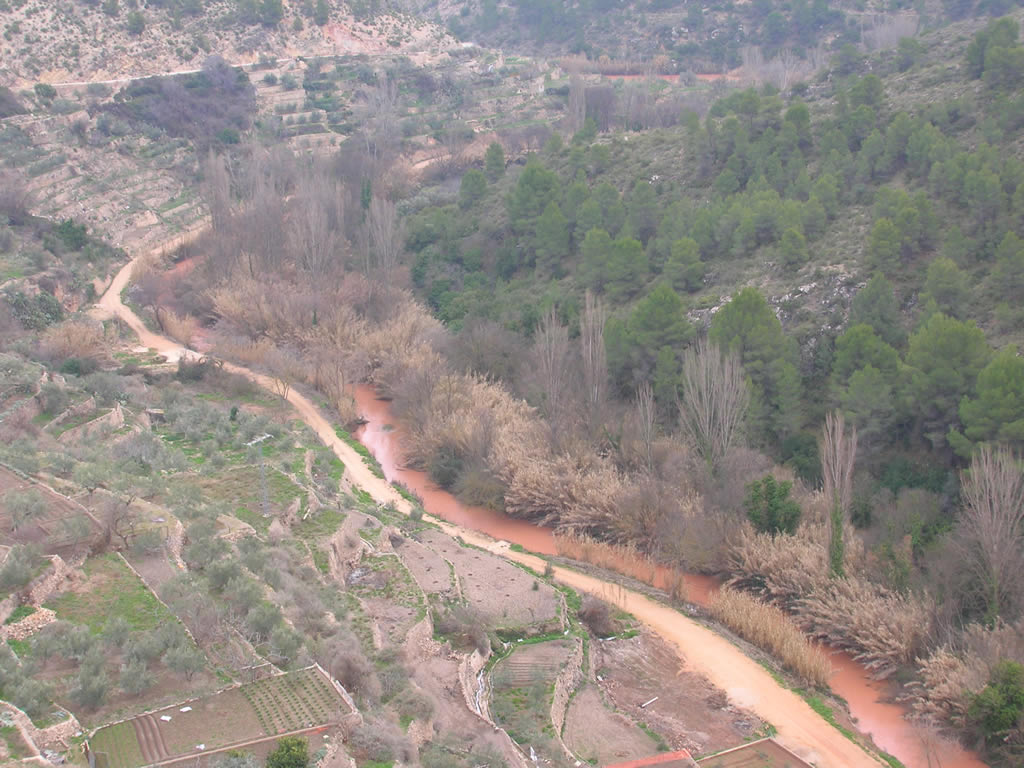
Vista del río Mundo (febrero de 2006)
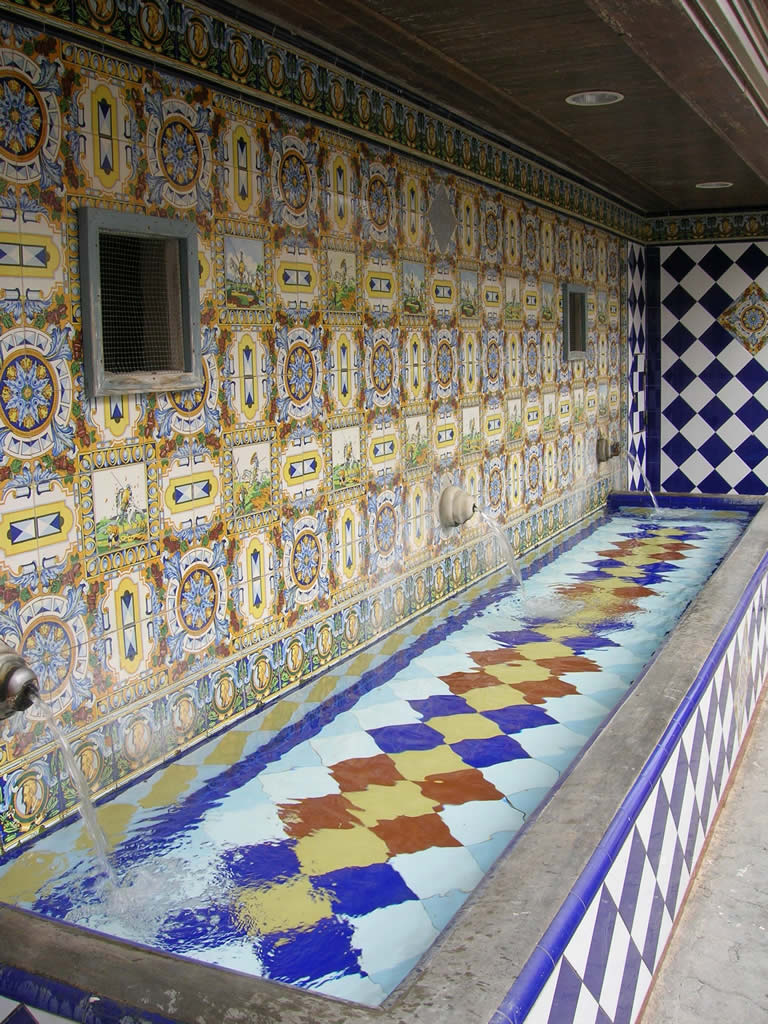
Fuente del Pilar
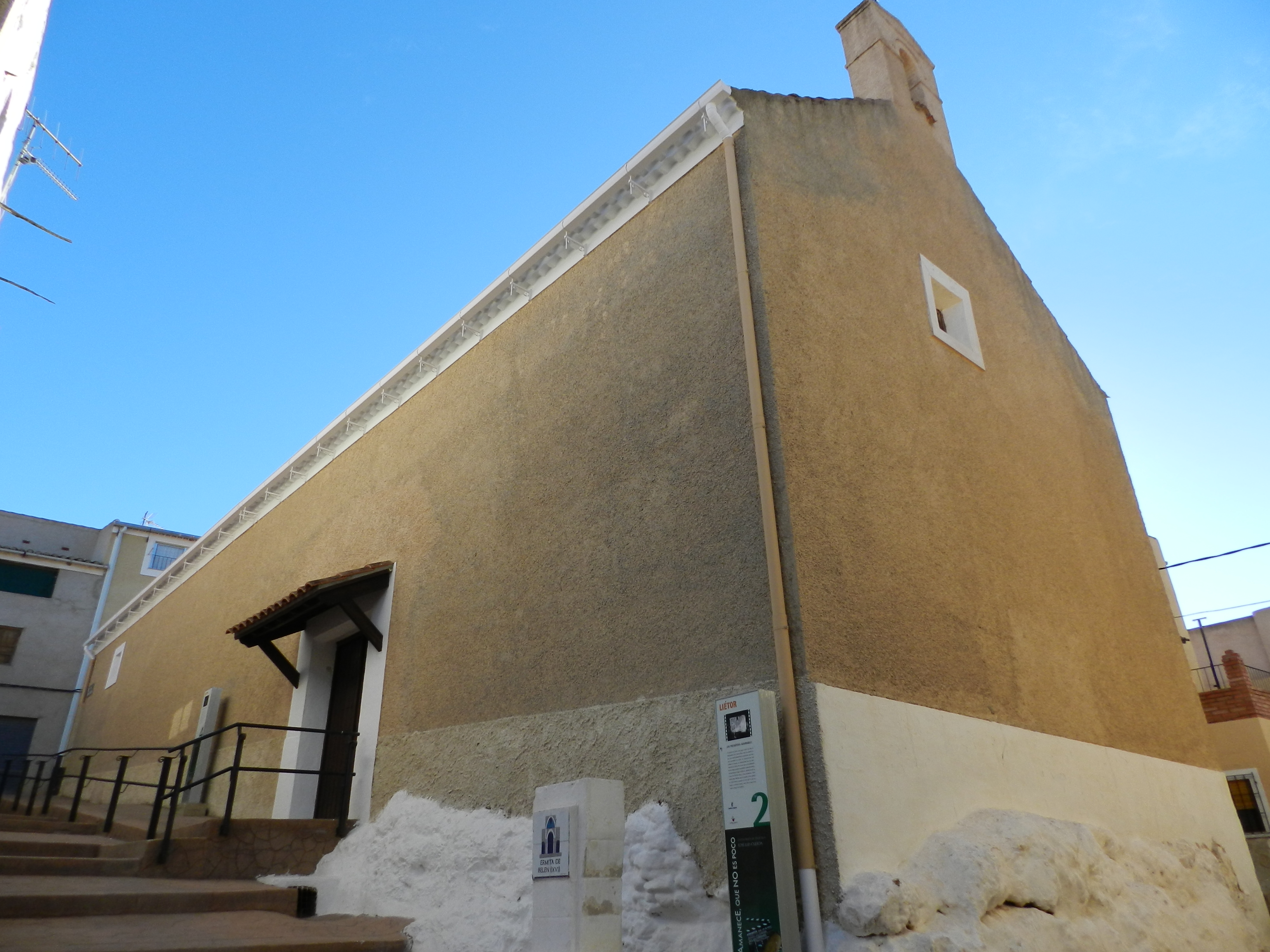
Vista exterior de la ermita de Nuestra Señora de Belén.
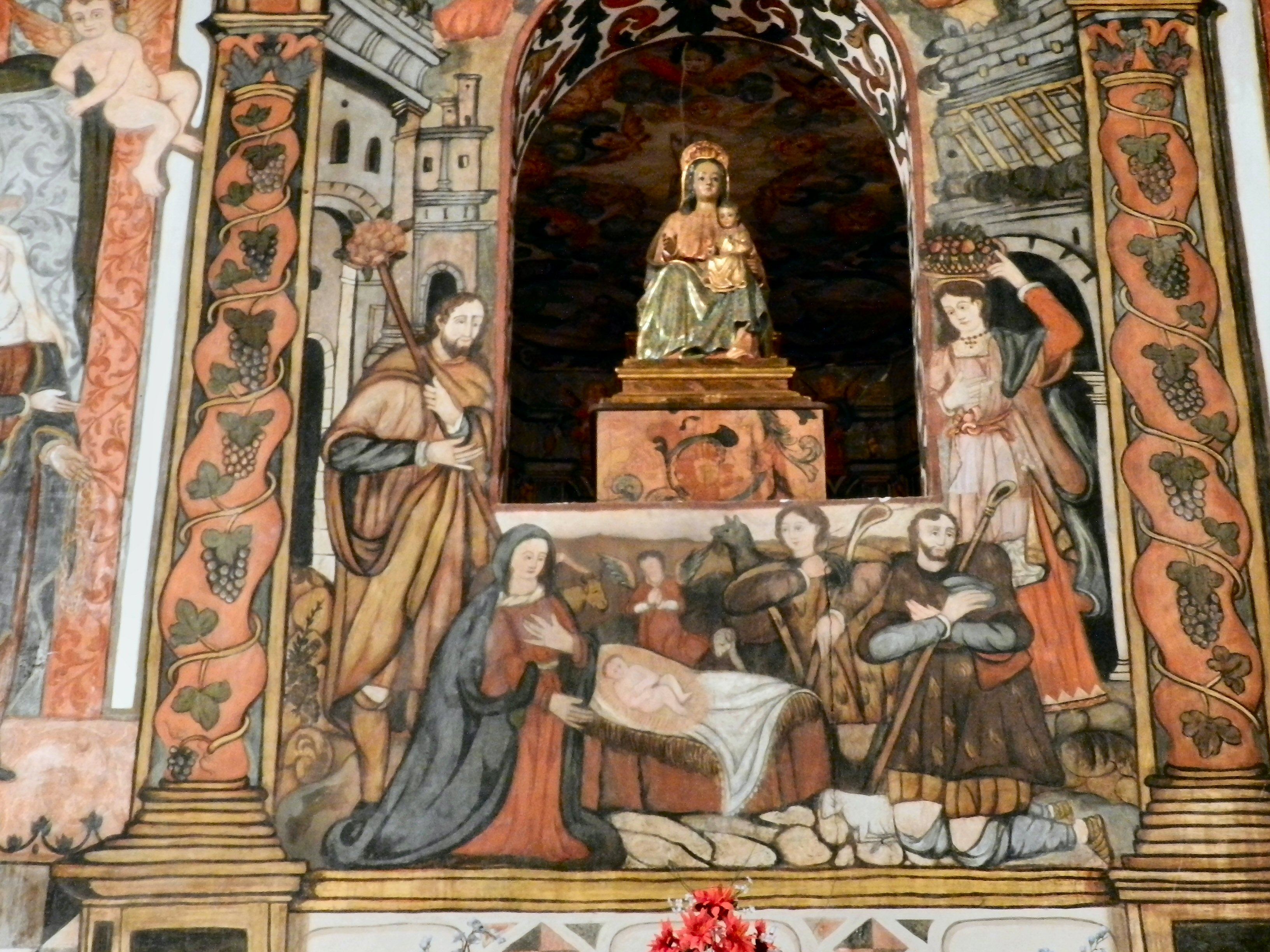
Nuestra Señora de Belén.
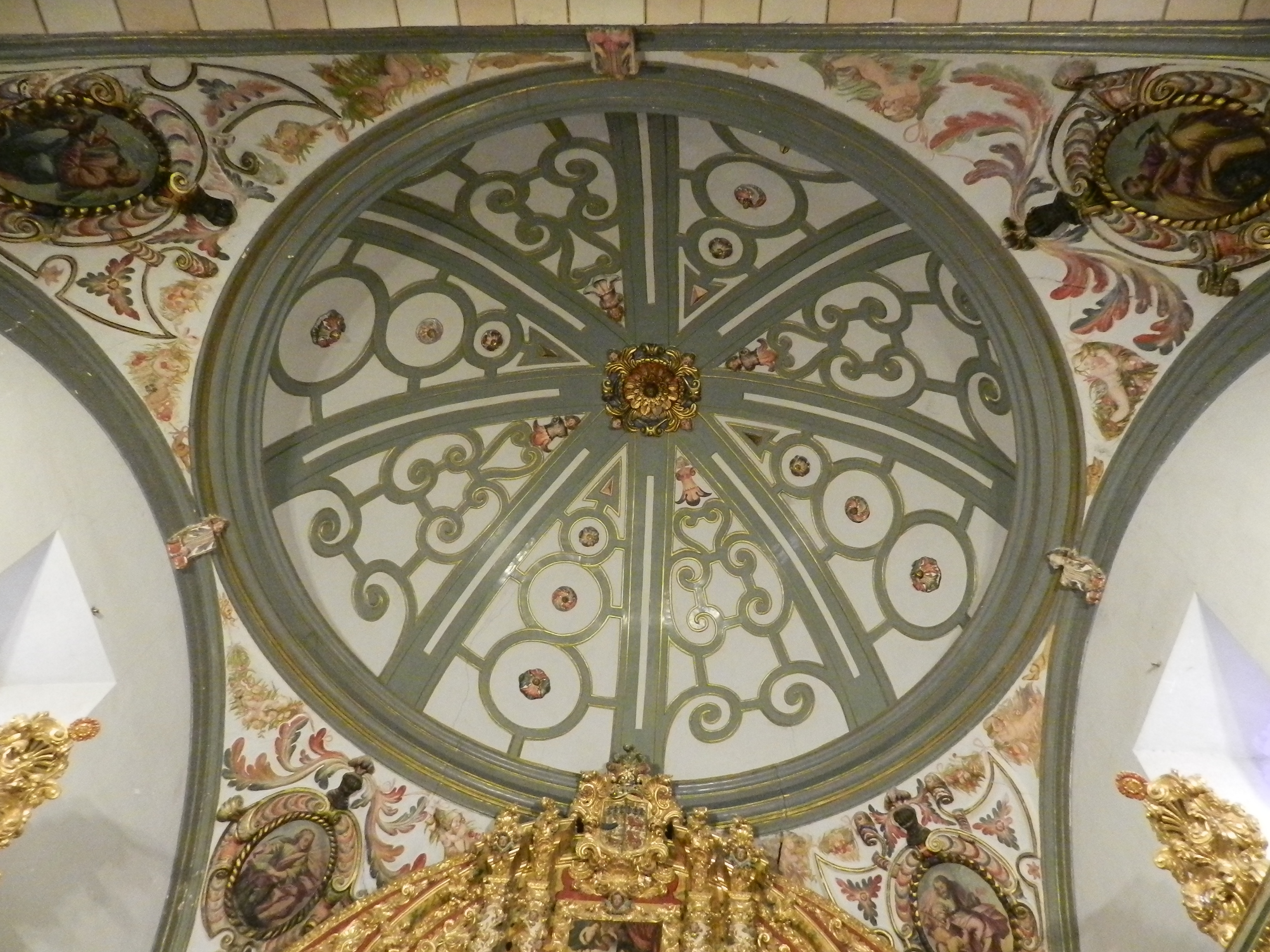
Detalle de la Capilla de Nuestra Señora del Espino, iglesia de Santiago.
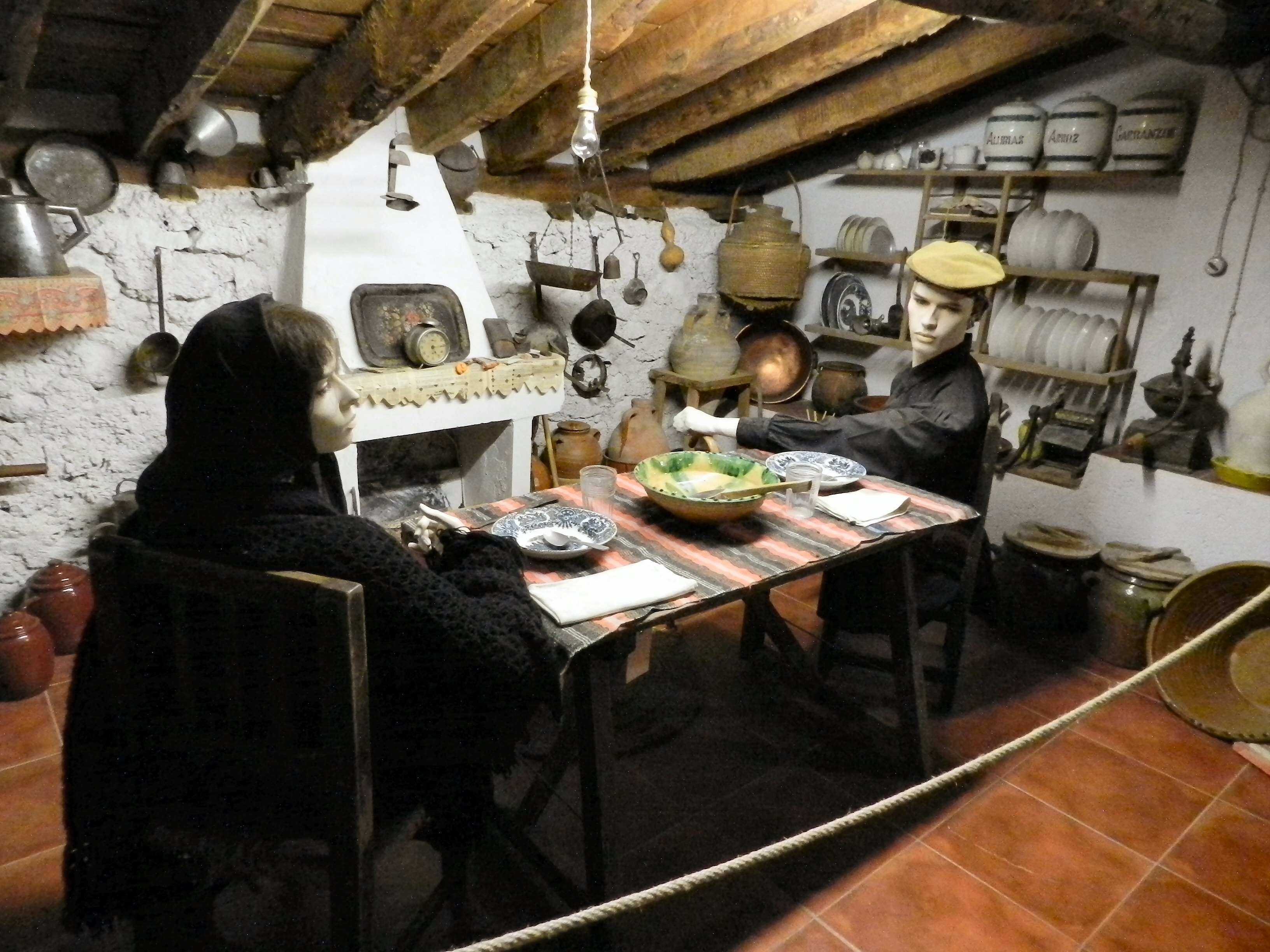
Museo Parroquial, sección de Etnografía en la iglesia de Santiago